# Stenbrohults socken
Stenbrohults socken i Småland ingick i Allbo härad i Värend, ingår sedan 1971 i Älmhults kommun och motsvarar från 2016 Stenbrohults distrikt i Kronobergs län.
Socknens areal är 118 kvadratkilometer, varav land 89 (utöver det område som överfördes till Älmhults köping 1901).. År 2000 fanns här 2 705 invånare. Tätorterna Liatorp, Diö, en del av Älmhult samt kyrkbyn Stenbrohult med sockenkyrkan Stenbrohults kyrka ligger i socknen. 
Stenbrohults socken med gården Råshult är känd som Carl von Linnés hembygd. En lokalflora för socknen har publicerats i Svensk Botanisk Tidskrift.

## Administrativ historik
Stenbrohults socken bildades på 1300-talet som en utbrytning ur Virestads socken.
Vid kommunreformen 1862 övergick socknens ansvar för de kyrkliga frågorna till Stenbrohults församling och för de borgerliga frågorna till Stenbrohults landskommun. Sydligaste delen av landskommunen avskiljdes 1901 som Älmhults köping. Ur församlingen utbröts 1905 Älmhults församling. Stenbrohults landskommun uppgick 1971 i Älmhults kommun.
15 november 1886 överfördes Kateboda och delar av Holkhult från Virestads socken. 1909 överfördes Höö 1 mantal från Agunnaryds socken.
1928 överfördes Froafälle, Gemön och Slätthult till Älmhults köping.
1 januari 2016 inrättades distriktet Stenbrohult, med samma omfattning som församlingen hade 1999/2000.  
Socknen har tillhört samma fögderier och domsagor som Allbo härad. De indelta soldaterna tillhörde Kronobergs regemente, Allbo kompani.

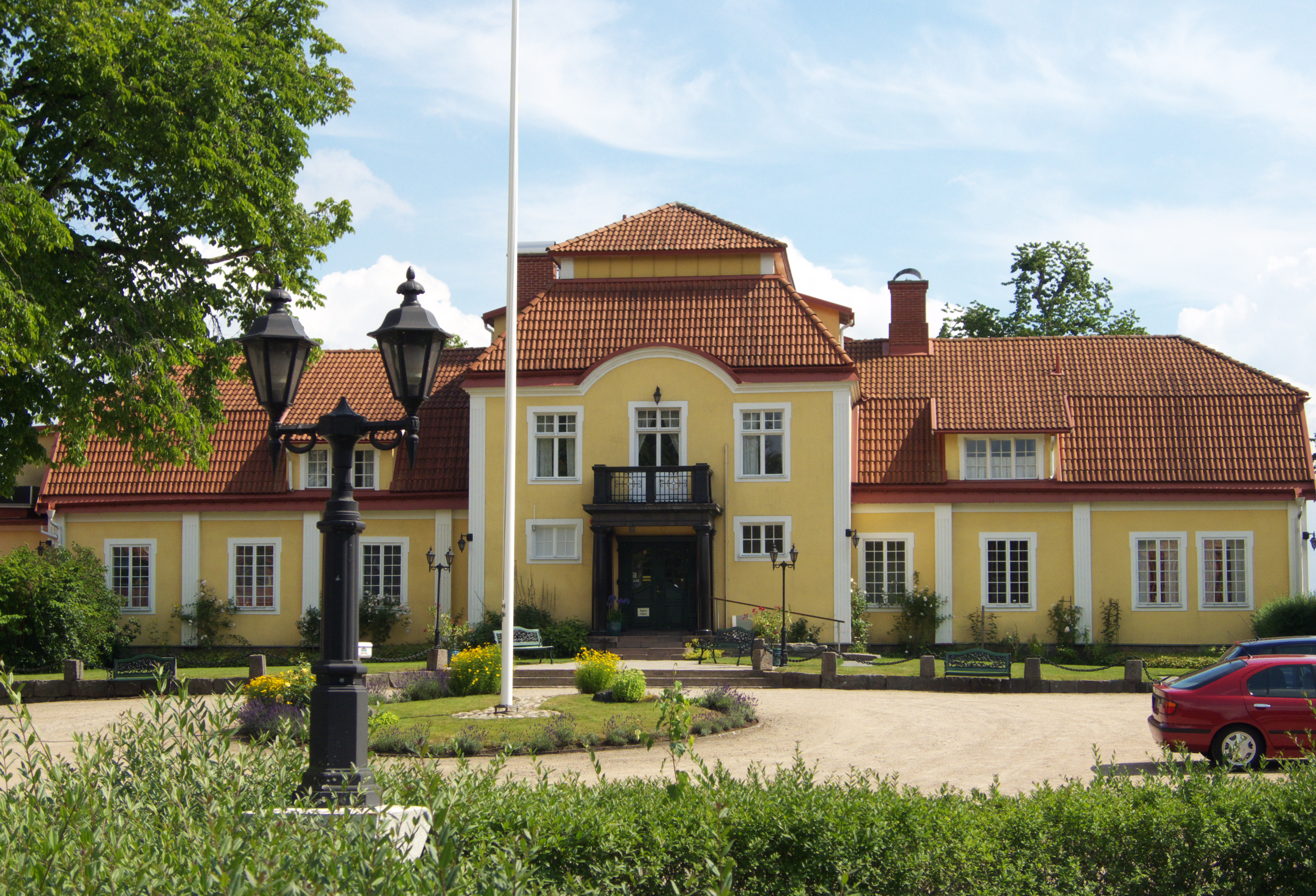
Möckelsnäs herrgård.

## Geografi
Stenbrohults socken är belägen på den östra sidan av Möckeln, och genomflytes av Helge å. Socknen består mest av skogsmark, mossar och sjöar. På halvön Möckelsnäs ligger Möckelsnäs herrgård.

### Höö
Naturreservatet Höö består av ett antal större och mindre öar ute i Möckeln. Dessa var tidigare ett frälsehemman och en del av Agunnaryds socken, men överfördes till Stenbrohult socken 1909. Familjen Hörberg, som då ägde Höö, brukade länge markerna enligt gamla traditioner. Delar av Höö fridlystes som naturminne 1960, varefter naturreservatet bildades 1969. Området tillhör de artrikaste miljöerna i Småland.

## Fornminnen
Åtta hällkistor från stenåldern, några gravrösen från bronsåldern och något järnåldersgravfält finns här.
På Stenbrohults kyrkogård finns en gravsten över kyrkoherde Andreas Petri [Schatelovius] ifrån 1642 och en markerad plats för den äldre kyrkan där Carl von Linnés far och bror, kyrkoherdarna Nicolaus Linnaeus och Samuel Linnaeus med sina familjer ligger begravda. I anslutning till kyrkogården i syd har även upptäcks en medeltida stenlagd väg, som kan vara upphovet till sockennamnet.

## Namnet
Namnet (1337 Stenbrohult), taget från kyrkbyn, innehåller förledet 'stenbro' (stenlagd väg) och efterleden hult, liten skog.